# 데이브 레빈
데이비드 케네스 "데이브" 레빈 주니어(영어: David Kenneth "Dave" Levene Jr., 1989년 1월 11일 ~ )는 대한민국에서 활동하는 미국의 유튜버 겸 엔터테이너이다. 한국에서 살면서 문화차이에서 오는 재밌는 일들을 유튜브에 올리면서 인기를 끌었다. 현재는 한국 음식 먹방, 나라별 문화와 발음 차이 등 좀 더 확장된 콘텐츠를 다루고 있다. 2019년 5월 현재 유튜브 채널의 구독자 수는 179만 명으로 한국 유튜브 채널 중 94위에 올라있다.

## 같이 보기
- 영국남자 조쉬